# Heteropoda fabrei
Heteropoda fabrei là một loài nhện trong họ Sparassidae.
Loài này thuộc chi Heteropoda. Heteropoda fabrei được Eugène Simon miêu tả năm 1885.